# Pia Riva
Pia Riva, italijanska alpska smučarka, * 4. april 1935, Piovene Rocchette, Italija.
Nastopila je na olimpijskih igrah 1960 in 1964, najboljšo uvrstitev je dosegla s četrtim mestom v smuku. Na Svetovnem prvenstvu 1962 je osvojila v isti disciplini srebrno medaljo. Desetkrat je osvojila naslov italijanske državne prvakinje, po petkrat v smuku in veleslalomu.